# Jenny Kenney

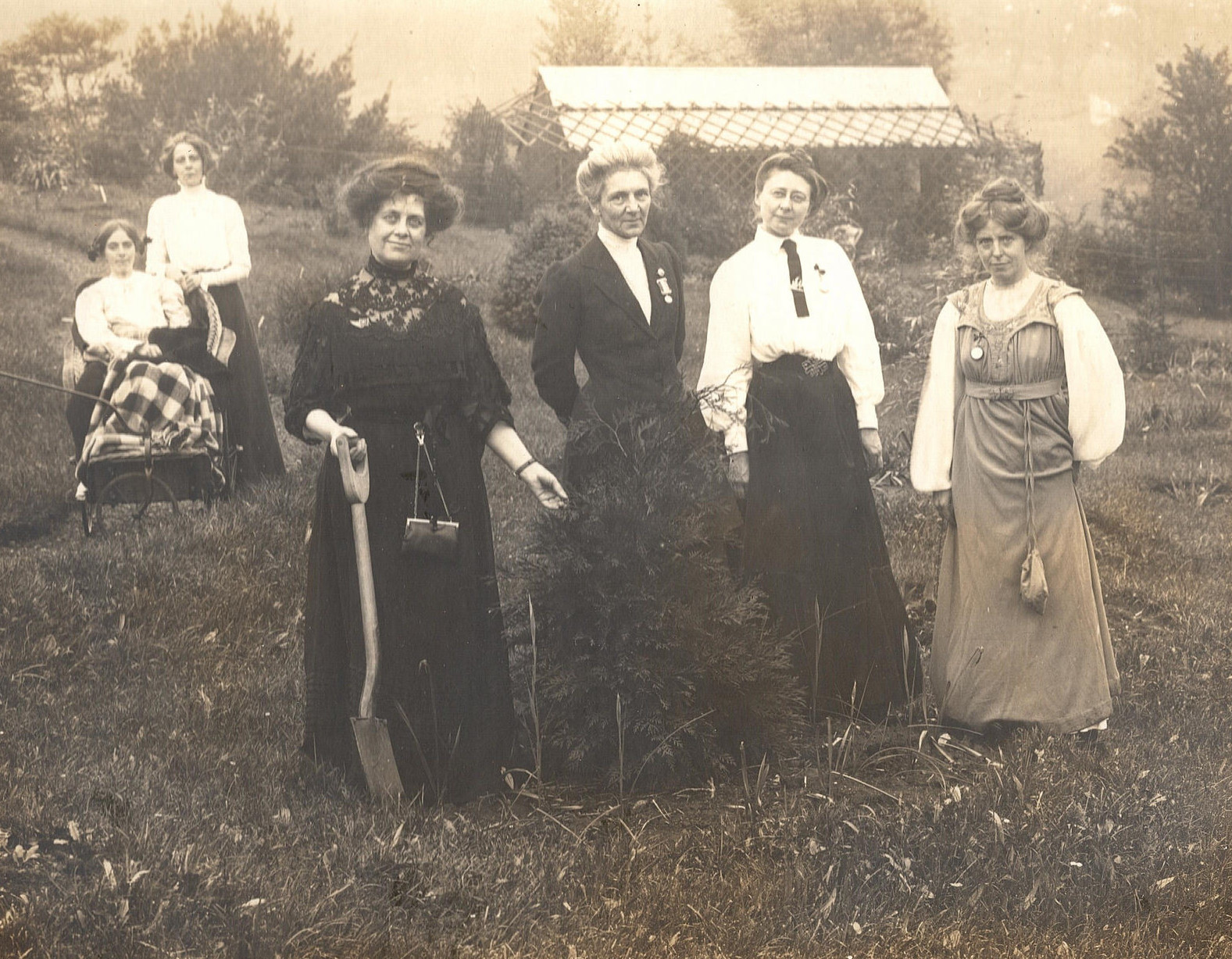
Jenny und Kitty Kenney (hinten), Florence Haig, Marion Wallace Dunlop, Mary Blathwayt und Annie Kenney (von links nach rechts) im Garten von Eagle House, 1911

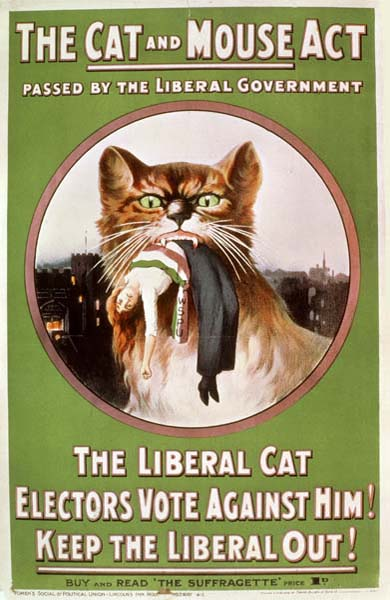
Poster zum Cat and Mouse Act, 1914

Jane (Jenny oder Jennie) Kenney (* 1884 in Lees, Greater Manchester; † 1961 in Kalifornien, Vereinigten Staaten) war eine englisch-britische Suffragette und Montessori-Lehrerin, die ihre Schwestern Annie und Jessie Kenney in der Women’s Social and Political Union (WSPU) unterstützte. Später wurde sie gemeinsam mit ihrer Schwester Kitty Kenney Direktorin einer Privatschule in New York City.

## Leben
Kenney wurde als achtes Kind einer Familie mit zwölf Geschwistern (elf von ihnen überlebten die Kindheit) geboren. Ihre Eltern waren Horatio Nelson Kenney (1849–1912) und Ann Wood (1852–1905), beide Textilarbeiter und aus Arbeiterfamilien stammend.
Obwohl die Familie in Armut lebte und sie nur neben der Arbeit zu Hause unterrichtet wurden, ermutigten ihre Eltern die Kinder zum Lesen und Debattieren. Kenney begann im Kardierraum in einer Baumwollspinnerei zu arbeiten, wurde aber später Lehrerin, ebenso wie zwei ihrer Schwestern. Kenney wurde Montessori-Lehrerin, ebenso wie ihre ältere Schwester Kitty. Jane unterrichtete in Accrington und ging dann 1914 als Studentin zu Maria Montessori nach Rom. Ein Bruder wurde Geschäftsmann, und ein anderer Bruder, Roland, wurde der erste Herausgeber des Daily Herald und arbeitete später im diplomatischen Dienst des Vereinigten Königreichs. Ihre Mutter starb jung im Alter von dreiundfünfzig Jahren und ihre Schwester Annie kümmerte sich um die Geschwister.
Kenney schloss sich den Suffragetten an, inspiriert von ihren Schwestern Annie und Jessie ging sie zur Women’s Social and Political Union (WSPU).
Kenney bot Frauen, die nach Inhaftierung, Hungerstreik und Zwangsernährung nach dem sogenannten Cat and Mouse Act von 1913 vorzeitig freigelassen wurden, Zuflucht oder Erholung an. Sie und ihre Schwester Kitty betrieben dazu ab etwa 1915 die Montessori-Schule Tower Cressy in Campden Hill in Kensington. Tower Cressy diente auch als Erholungszentrum für Suffragetten. Das große Haus war von den Pankhursts erworben worden, unter anderem mit Geld aus den Überschussmitteln der WSPU, um es für ein Adoptionsheim und eine Kinderkrippe auszustatten, was einige Kontroversen auslöste. Es gab auch Spannungen mit einer Krankenschwester namens Pine, die die Frauen pflegte, aber die liberalen Erziehungsmethoden von Montessori nicht billigte.
1916 wurde in New York City von Jessica Garretson Finch die Birch Wathen Lenox School gegründet, eine Grundschule, die Mädchen auf den Eintritt in das Finch College für junge Frauen vorbereiten sollte. Kenney und ihre Schwester Jennie waren dort nachweislich bis zu ihrer Pensionierung im Jahr 1929 als gemeinsame Leiterinnen beschäftigt.
Kenney unterrichtete dann in Philadelphia, bevor sie sich in Kalifornien niederließ, wo sie 1961 starb.